# Zowiso
Zowiso was van 1980 tot 1986 een Nederlandse punkband.

## Geschiedenis
Begin jaren '80 stond Wormer bekend als punkcentrum. Veertien bands uit de streek brachten een verzamel-LP Oorwormer uit. In 1980 wordt de band gestart, aanvankelijk onder de naam Slanders. John Hollander kwam iets later bij de band. De eerste optredens werden in 1981 gedaan. Zij deden veel optredens samen met The Ex waardoor Zowiso een zekere naamsbekendheid kreeg. De band deed ruim 150 optredens waarbij zij over de grens gingen naar onder andere: België, Duitsland, Zwitserland en Denemarken. In mei 2006 speelden zij een reünieoptreden in Club Helsinki te Zürich.

## Bezetting
- John Hollander - zang
- Aad Hollander - drums, zang
- Eric Bakker - gitaar
- Rick Veken - basgitaar

## Discografie
- At A Jogtrot To Death (LP, album + 7", W/Lbl) - Atoomaatje Records 1982
- Beat Per Minute (7") - Gramschap 1983
- Zowiso / Zwembaden - Split LP (LP)- Atoomaatje Records, Switch Off Records 1983
- The Lust (12", mini-album)- Geen Records 1985[4]